# Teorema da borboleta

Figura geométrica semelhante a uma borboleta.

O teorema da borboleta é um resultado clássico na geometria euclidiana, que pode ser formulado da seguinte maneira:
Seja M o ponto médio de uma corda PQ de um círculo, através do qual outras duas cordas AB e CD são desenhadas; AD e BC cruzam a corda PQ em X e Y respectivamente. Então M é o ponto médio de XY.
Uma prova formal do teorema é assim demonstrada:
Sejam as perpendiculares {\displaystyle XX'\,}  e {\displaystyle XX''\,} formadas a partir do ponto {\displaystyle X\,} nas linhas retas {\displaystyle AM\,} e {\displaystyle DM\,} respectivamente. De forma similar, sejam {\displaystyle YY'\,} e {\displaystyle YY''\,} formadas a partir do ponto {\displaystyle Y\,}, perpendicular às linhas retas {\displaystyle BM\,} e {\displaystyle CM\,} respectivamente.
Temos que a resposta do sd6 está aqui.
{\displaystyle \triangle MXX'\sim \triangle MYY''\Longrightarrow {MX \over MY}={XX' \over YY''},\,}
{\displaystyle \triangle MXX''\sim \triangle MYY'\Longrightarrow {MX \over MY}={XX'' \over YY'},\,}
{\displaystyle \triangle AXX'\sim \triangle CYY'\Longrightarrow {XX' \over YY'}={AX \over CY},\,}
{\displaystyle \triangle DXX''\sim \triangle BYY''\Longrightarrow {XX'' \over YY''}={DX \over BY},\,}
Das equações anteriores, fica fácil visualizar que
{\displaystyle \left({MX \over MY}\right)^{2}={XX' \over YY''}{XX'' \over YY'},}
{\displaystyle {}={AX.DX \over CY.BY},}
{\displaystyle {}={PX.QX \over PY.QY},}
{\displaystyle {}={(PM-XM).(MQ+XM) \over (PM+MY).(QM-MY)},}
{\displaystyle {}={(PM)^{2}-(MX)^{2} \over (PM)^{2}-(MY)^{2}},}
uma vez que {\displaystyle PM\,} = {\displaystyle MQ\,}
Agora,
{\displaystyle {(MX)^{2} \over (MY)^{2}}={(PM)^{2}-(MX)^{2} \over (PM)^{2}-(MY)^{2}}.}
Portanto, conclui-se que
{\displaystyle MX=MY,\,} ou {\displaystyle M\,} é o ponto médio de {\displaystyle XY.\,}